# Carposinidae
Carposinidae, "fruitworm moths" là một họ bướm đêm thuộc bộ lepidoptera. Các loài bướm trong họ này có cánh hẹp hơn các loài trong họ Copromorphidae, đầu cánh trước ít tròn hơn. Con đực thường có những mảng/đốm lớn trên cả hai mặt cánh (Dugdale et al., 1999).

## Phân bố
Carposinidae có mặt khắp thế giới trừ tây bắc của miền Cổ bắc(Dugdale et al., 1999)..

## Tập tính
Con trưởng thànnh có màu xanh hoặc xám với các cấu tạo ngụy trang, bay vào ban đêm và ưa sáng. Ấu trùng sống trên lá, hoa, quả, cũng như trong mật của các tế bào thực vật. (Dugdale et al., 1999)..

## Thức ăn của ấu trùng
Ấu trùng ăn gymnosperm của họ Podocarpaceae cũng như dicotyledon thuộc họ Asteraceae, Campanulaceae, Ericaceae, Fagaceae, Myrtaceae, Rosaceae, Proteaceae và Rutaceae (Dugdale et al., 1999). Con trưởng thành có thể phá hoại trái cây, một số loài là loài gây hại như "Peach Fruit Moth".

## Danh sách các loài (theo NHM Lepindex)
- Actenoptila eucosma Diakonoff, 1954
- Actenoptila eustales Diakonoff, 1954
- Actenoptila heliotropia Diakonoff, 1954
- Alexotypa caradjai Diakonoff, 1989
- Alexotypa japonica (Walsingham, 1900) (originally in Propedesis)
- Alexotypa vitiata (Meyrick, 1913) (originally in Meridarchis)
- Anomoeosis barbara Diakonoff, 1954
- Anomoeosis carphopasta Diakonoff, 1954
- Anomoeosis conites Diakonoff, 1954
- Anomoeosis phanerostigma Diakonoff, 1954
- Archostola amblystoma Diakonoff, 1989
- Archostola niphauge Diakonoff, 1989
- Archostola ocytoma (Meyrick, 1938) (originally in Meridarchis)
- Archostola tianmushana Hun, 2001
- Archostola tredecim Diakonoff, 1949
- Atoposea maxima (Meyrick, 1912) (originally in Carposina)
- Blipta technica Diakonoff, 1954
- Blipta xylinarcha (Meyrick, 1930) (originally in Bondia)
- Bondia attenuatana Meyrick, 1882
- Bondia caseata Meyrick, 1910
- Bondia crescentella Walsingham, 1882
- Bondia digramma Meyrick, 1910
- Bondia dissolutana Meyrick, 1882
- Bondia fidelis Meyrick, 1913
- Bondia fuscata Davis, 1969
- Bondia maleficana Meyrick, 1882
- Bondia nigella Newman, 1856
- Bondia shastana Davis, 1969
- Bondia spicata Davis, 1969
- Camacostoma mesosapra Diakonoff, 1954
- Campbellana attenuata Salmon và Bradley, 1956  Lưu trữ ngày 5 tháng 2 năm 2012 tại Wayback Machine
- Campylarchis acuta Diakonoff, 1967
- Carposina achroana Meyrick, 1883
- Carposina adreptella (Walker, 1864) (originally in Gelechia) Lưu trữ ngày 5 tháng 2 năm 2012 tại Wayback Machine
  - =Carposina charaxias Meyrick, 1891
- Carposina altivaga Meyrick, 1925
- Carposina aplegia Turner, 1916
- Carposina apousia Clarke, 1971
- Carposina asbolopis Meyrick, 1928
- Carposina askoldana Diakonoff, 1989
- Carposina atlanticella Rebel, 1894
- Carposina atronotata Walsingham, 1907
- Carposina autologa Meyrick, 1910
- Carposina benigna Meyrick, 1913
- Carposina berberidella Herrich-Schäffer, 1855
- Carposina bicincta Walsingham, 1907
- Carposina biloba Davis, 1969
- Carposina brachycentra Meyrick, 1914
- Carposina bullata Meyrick, 1913
- Carposina candace Meyrick, 1932
- Carposina canescens Philpott, 1930  Lưu trữ ngày 5 tháng 2 năm 2012 tại Wayback Machine
- Carposina capnarcha (Meyrick, 1938) (originally in Meridarchis)
- Carposina carcinopa Meyrick, 1927
- Carposina cardinata (Meyrick, 1913) (originally in Trepsitypa)
- Carposina ceramophanes Turner, 1947
- Carposina cervinella Walsingham, 1907
- Carposina chaetolopha Turner, 1926
- Carposina chersodes Meyrick, 1915
- Carposina conobathra Meyrick, 1928
- Carposina contactella (Walker, 1866) (originally in Tinea) Lưu trữ ngày 5 tháng 2 năm 2012 tại Wayback Machine
  - =Carposina amalodes Meyrick, 1911  Lưu trữ ngày 5 tháng 2 năm 2012 tại Wayback Machine
- Carposina coreana Kim, 1955
- Carposina cornusvora (Yang, 1982) (originally in Asiacarposina)
- Carposina corticella Walsingham, 1907
  - =Carposina latifasciata Walsingham, 1907
  - =Carposina semitogata Walsingham, 1907
- Carposina cretata Davis, 1969
- Carposina crinifera Walsingham, 1907
- Carposina cryodana Meyrick, 1885  Lưu trữ ngày 5 tháng 2 năm 2012 tại Wayback Machine
- Carposina crypsichola Meyrick, 1910
- Carposina dascioptera Turner, 1947
- Carposina diampyx Diakonoff, 1989
- Carposina dispar Walsingham, 1907
- Carposina distincta Walsingham, 1907
- Carposina divaricata Walsingham, 1907
- Carposina dominicae Davis, 1969
- Carposina ekbatana Amsel, 1978
- Carposina engalactis Meyrick, 1932
- Carposina epomiana Meyrick, 1885  Lưu trữ ngày 5 tháng 2 năm 2012 tại Wayback Machine
  - =Carposina philpotti philpotti (originally in Heterocrossa) Dugdale, 1971  Lưu trữ ngày 5 tháng 2 năm 2012 tại Wayback Machine
  - =Carposina philpotti hudsoni Dugdale, 1988  Lưu trữ ngày 5 tháng 2 năm 2012 tại Wayback Machine
- Carposina eriphylla Meyrick, 1888  Lưu trữ ngày 5 tháng 2 năm 2012 tại Wayback Machine
- Carposina eulopha Turner, 1916
- Carposina euphanesBradley, 1956
- Carposina euryleuca Meyrick, 1912
  - =Carposina comonana Kearfott, 1907
- Carposina euschema Bradley, 1965
- Carposina exochana Meyrick, 1888  Lưu trữ ngày 5 tháng 2 năm 2012 tại Wayback Machine
- Carposina exsanguis Meyrick, 1918
- Carposina fernaldana Busck, 1907
- Carposina ferruginea Walsingham, 1907
- Carposina gemmata Walsingham, 1907
- Carposina gigantella Rebel, 1917
- Carposina glauca Meyrick, 1913
- Carposina gonosemana Meyrick, 1882  Lưu trữ ngày 5 tháng 2 năm 2012 tại Wayback Machine
- Carposina gracillima Walsingham, 1907
- Carposina graminicolor Walsingham, 1907
- Carposina graminis Walsingham, 1907
- Carposina herbarum Walsingham, 1907
- Carposina hercotis Meyrick, 1913
- Carposina hyperlopha Turner, 1947
- Carposina ignobilis Philpott, 1930  Lưu trữ ngày 5 tháng 2 năm 2012 tại Wayback Machine
- Carposina impavida Meyrick, 1913
- Carposina inscripta Walsingham, 1907
- Carposina iophaea Meyrick, 1907  Lưu trữ ngày 5 tháng 2 năm 2012 tại Wayback Machine
  - =Carposina thalamota Meyrick, 1909  Lưu trữ ngày 5 tháng 2 năm 2012 tại Wayback Machine
- Carposina irata Meyrick, 1914
- Carposina irrorata Walsingham, 1907
- Carposina lacerata Meyrick, 1913
- Carposina latebrosa Meyrick, 1910
- Carposina lembula (Meyrick, 1910) (originally in Meridarchis)
  - =Carposina hylactica (Meyrick, 1938) (originally in Meridarchis)
- Carposina leptoneura Meyrick, 1920
- Carposina literata Philpott, 1930  Lưu trữ ngày 5 tháng 2 năm 2012 tại Wayback Machine
- Carposina loxolopha Turner, 1947
  - =Carposina maculosa Philpott, 1927  Lưu trữ ngày 5 tháng 2 năm 2012 tại Wayback Machine
- Carposina mauii Walsingham, 1907
- Carposina mediella Walker, 1866 (originally in Enopa)
- Carposina pterocosmana Meyrick, 1881
- Carposina megalosema Diakonoff, 1949
- Carposina mesophaea Bradley, 1965
- Carposina mesospila Meyrick, 1920
- Carposina mimodes Meyrick, 1910
- Carposina mnia Diakonoff, 1954
- Carposina morbida Meyrick, 1912  Lưu trữ ngày 5 tháng 2 năm 2012 tại Wayback Machine
- Carposina nereitis Meyrick, 1913
- Carposina nesolocha Meyrick, 1910
- Carposina neurophorella Meyrick, 1879
- Carposina nigromaculata Walsingham, 1907
- Carposina nigronotata Walsingham, 1907
- Carposina olbiodora Turner, 1947
- Carposina olivaceonitens Walsingham, 1907
- Carposina orphania Meyrick, 1910
- Carposina paracrinifera Clarke, 1971
- Carposina percicana Matsumura, 1899 (originally in Carpocapsa)
- Carposina perileuca Lower, 1908
- Carposina petraea Meyrick, 1910
- Carposina phycitana Walsingham, 1914
- Carposina pinarodes Meyrick, 1910
- Carposina piperatella Walsingham, 1907
- Carposina plumbeonitida Walsingham, 1907
- Carposina poliophara Bradley, 1965
- Carposina poliosticha Turner, 1947
- Carposina proconsularis Meyrick, 1921
- Carposina punctulata Walsingham, 1907
- Carposina pusilla Walsingham, 1907
- Carposina pygmaeella Walsingham, 1907
- Carposina roesleri Amsel, 1977
- Carposina rosella Kuznetsov, 1975
  - =Carposina rubophaga (Meyrick, 1882) (originally in Heterocrossa)  Lưu trữ ngày 5 tháng 2 năm 2012 tại Wayback Machine
- Carposina sanctimonea Clarke, 1926  Lưu trữ ngày 5 tháng 2 năm 2012 tại Wayback Machine
- Carposina sarcanthes Meyrick, 1918  Lưu trữ ngày 5 tháng 2 năm 2012 tại Wayback Machine
- Carposina sasakii Matsumura, 1900
  - =Carposina nicholsana Forbes, 1923
  - =Carposina ottawana Kearfott, 1907
  - =Carposina viduana Caradja, 1916
  - =Carposina niponensis Walsingham, 1900 "Peach Fruit Moth"  Lưu trữ ngày 12 tháng 6 năm 2010 tại Wayback Machine
- Carposina saurates Meyrick, 1913
- Carposina scierotoxa Meyrick, 1924
- Carposina scirrhosella Herrich-Schäffer, 1855
  - =Carposina orientella Staniou & Nemes, 1968
- Carposina simulator Davis, 1969
- Carposina siturga Meyrick, 1912
- Carposina smaragdias Turner, 1916
- Carposina socors Meyrick, 1928
- Carposina solutella Walsingham, 1907
- Carposina stationaria Meyrick, 1928
- Carposina subolivacea Walsingham, 1907
- Carposina subselliata Meyrick, 1921
- Carposina subumbrata Walsingham, 1907
- Carposina sysciodes Turner, 1947
- Carposina tanaoptera Turner, 1947
- Carposina taractis Meyrick, 1910
- Carposina telesia Meyrick, 1910
- Carposina tetratoma Diakonoff, 1989
- Carposina thermurga Meyrick, 1929
  - =Carposina ferruginea Meyrick, 1925
- Carposina tincta Walsingham, 1907
- Carposina togata Walsingham, 1907
- Carposina trigononotata Walsingham, 1907
- Carposina viridis Walsingham, 1907
- Carposina zymota Meyrick, 1910 (originally in Meridarchis)
- Commatarcha acidodes Diakonoff, 1989
- Commatarcha characterias (Meyrick, 1932) (originally in Bondia)
- Commatarcha autocharacta (Meyrick, 1932) (originally in Bondia)
- Commatarcha chrysanches (Meyrick, 1938) (originally in Bondia)
- Commatarcha citrogramma (Meyrick, 1938) (originally in Delarchis)
- Commatarcha oresbia Diakonoff, 1989
- Commatarcha palaeosema Meyrick, 1935
- Commatarcha quaestrix (Meyrick, 1935) (originally in Bondia)
- Commatarcha vaga Diakonoff, 1989
- Coscinoptycha improbana Meyrick, 1881 "Guava Moth"
- Ctenarchis cramboides Dugdale, 1995
- Desiarchis hemisema Diakonoff, 1952
- Epicopistis pleurospila Turner, 1933
- Glaphyrarcha euthrepta Meyrick, 1938  Lưu trữ ngày 5 tháng 2 năm 2012 tại Wayback Machine
- Heterogymna anterastes Diakonoff, 1954
- Heterogymna cheesmanae Bradley, 1962
- Heterogymna chorospila Meyrick, 1922
- Heterogymna collegialis Meyrick, 1925
- Heterogymna comitialis Meyrick, 1925
- Heterogymna globula Diakonoff, 1973
- Heterogymna gyritis Meyrick, 1910
- Heterogymna heptanoma Meyrick, 1925
- Heterogymna melanococca Diakonoff, 1954
- Heterogymna melanocrypta Diakonoff, 1967
- Heterogymna metarsia Diakonoff, 1989
- Heterogymna ochrogramma Meyrick, 1913  Lưu trữ ngày 6 tháng 2 năm 2012 tại Wayback Machine
  - =Heterogymna coloba Diakonoff, 1989
  - =Heterogymna seriatopunctata Matsumura, 1931 (originally in Psecadia)
  - =Heterogymna toxotes Diakonoff, 1989
- Heterogymna pardalota Meyrick, 1922
- Heterogymna parthenia Diakonoff, 1954
- Heterogymna polystigma Diakonoff, 1954
- Heterogymna stenygra Diakonoff, 1954
- Heterogymna xenochroma Diakonoff, 1954
- Heterogymna zacentra Meyrick, 1913
- Hystrichomorpha acanthina Diakonoff, 1954
- Meridarchis alta Diakonoff, 1967 [Valid Name]
- Meridarchis anisopa Diakonoff, 1954
- Meridarchis bifracta Diakonoff, 1967
- Meridarchis bryodes Meyrick, 1907
- Meridarchis bryonephela Meyrick, 1938
- Meridarchis caementaria Meyrick, 1911
- Meridarchis capnographa Diakonoff, 1954
- Meridarchis celidophora Bradley, 1962
- Meridarchis chionochalca Diakonoff, 1954
- Meridarchis concinna Meyrick, 1913
- Meridarchis cosmia Diakonoff, 1954
- Meridarchis creagra Diakonoff, 1949
- Meridarchis crotalus Diakonoff, 1989
- Meridarchis cuphoxylon Diakonoff, 1954
- Meridarchis drachmophora Diakonoff, 1950
- Meridarchis ensifera Diakonoff, 1950
- Meridarchis episacta Meyrick, 1906
- Meridarchis erebolimnas Meyrick, 1938
- Meridarchis eremitis Meyrick, 1905 (originally in Tribonica)
- Meridarchis excisa Walsingham, 1900 (originally in Propedesis)
- Meridarchis famulata Meyrick, 1913
- Meridarchis globifera Meyrick, 1938
- Meridarchis globosa Diakonoff, 1954
- Meridarchis goes Diakonoff, 1954
- Meridarchis heptaspila Meyrick, 1930
- Meridarchis isodina Diakonoff, 1989
- Meridarchis jumboa Kawabe, 1980
- Meridarchis longirostris Hampson, 1900 (originally in Pexinola)
- Meridarchis luteus Walsingham, 1897 (originally in Autogriphus)
- Meridarchis melanantha Diakonoff, 1954
- Meridarchis melanopsacas Diakonoff, 1954
- Meridarchis merga Diakonoff, 1989
- Meridarchis mesosticha Bradley, 1965
- Meridarchis monopa Diakonoff, 1948
- Meridarchis niphoptila Meyrick, 1930
- Meridarchis octobola Meyrick, 1925
- Meridarchis oculosa Diakonoff, 1954
- Meridarchis oxydelta Diakonoff, 1967
- Meridarchis picroscopa Meyrick, 1930
- Meridarchis pentadrachma Diakonoff, 1954
- Meridarchis phaeodelta Meyrick, 1906
- Meridarchis pseudomantis Meyrick, 1920
- Meridarchis pusulosa Diakonoff, 1949
- Meridarchis reprobata Fletcher & Surat, 1920
- "Meridarchis reprobata" Meyrick, 1920
- Meridarchis scyrodes Meyrick, 1916
- Meridarchis scythophyes Diakonoff, 1967
- Meridarchis theriosema Meyrick, 1928
- Meridarchis trapeziella Zeller, 1867
- Meridarchis tristriga Diakonoff, 1952
- Meridarchis unitacta Diakonoff, 1970
- Meridarchis xerostola Diakonoff, 1989
- Mesodica aggerata Meyrick, 1910
- Mesodica dryas (Diakonoff, 1950) (originally in Meridarchis)
- Mesodica infuscata Diakonoff, 1949
- Metacosmesis aelinopa Diakonoff, 1982
- Metacosmesis barbaroglypha Diakonoff, 1949
- Metacosmesis illodis Diakonoff, 1967
- Metacosmesis laxeuta Meyrick, 1906
- Metrogenes deltocycla Meyrick, 1926
- Nosphidia paradoxa Diakonoff, 1982
- Paramorpha aquilana Meyrick, 1881
- Paramorpha aulata Meyrick, 1913
- Paramorpha cylindrica Meyrick, 1922
- Paramorpha eburneola Turner, 1926
- Paramorpha glandulata Meyrick, 1922
- Paramorpha hapalopis Meyrick, 1910
- Paramorpha marginata (Philpott, 1931) (originally in Carposina)  Lưu trữ ngày 5 tháng 2 năm 2012 tại Wayback Machine
  - =Paramorpha heptacentra Meyrick, 1931  Lưu trữ ngày 5 tháng 2 năm 2012 tại Wayback Machine
- Paramorpha injusta Meyrick, 1913
- Paramorpha perileuca Lower, 1908
- Paramorpha rhachias Meyrick, 1910
- Paramorpha semotheta Meyrick, 1910
- Paramorpha tenuistria Turner, 1947
- Peragrarchis emmilta Diakonoff, 1989
- Peragrarchis minima Bradley, 1962
- Peragrarchis pelograpta (Meyrick, 1929) (originally in Meridarchis)
- Peragrarchis rodea (Diakonoff, 1950) (originally in Meridarchis)
- Peragrarchis syncolleta (Meyrick, 1928) (originally in Meridarchis)
- Peritrichocera bipectinata Diakonoff, 1961
- Picrorrhyncha atribasis Diakonoff, 1950
- Picrorrhyncha pista Diakonoff, 1973
- Picrorrhyncha scaphula Meyrick, 1922
- Scopalostoma melanoparea Diakonoff, 1957
- Scopalostoma nigromaculella Guillermet, 2004
- Sosineura mimica (Lower, 1893) (Originally in Heterocrossa)
- Spartoneura xerocrastis Diakonoff, 1954
- Xyloides lamproxylon Diakonoff, 1954